# گوزنبورگ
گوزنبورگ (به آلمانی: Gusenburg) یک شهر در آلمان است که در تریر-زاربورگ واقع شده‌است. گوزنبورگ ۱٬۱۶۴ نفر جمعیت دارد.